# Brans
Brans település Franciaországban, Jura megyében. Lakosainak száma 199 fő (2022. január 1.). Brans Dammartin-Marpain, Malange, Montmirey-le-Château, Offlanges, Serre-les-Moulières és Thervay községekkel határos.

## Népesség
A település népességének változása:
| Lakosok száma | 182  | 168  | 170  | 204  | 231  | 223  | 216  | 206  | 205  | 199  |
|               | 1968 | 1982 | 1990 | 2006 | 2013 | 2015 | 2017 | 2019 | 2020 | 2022 |